# Купкуй
Купкуй (рум. Cupcui) — село в Леовском районе Молдавии. Относится к сёлам, не образующим коммуну.

## География
Село расположено на высоте 72 метров над уровнем моря.

## Население
По данным переписи населения 2004 года, в селе Купкуй проживает 1569 человек (773 мужчины, 796 женщин).
Этнический состав села:
| Национальность | Число жителей | Процентный состав |
| -------------- | ------------- | ----------------- |
| молдаване      | 1533          | 97.71             |
| русские        | 12            | 0.76              |
| болгары        | 10            | 0.64              |
| украинцы       | 7             | 0.45              |
| румыны         | 5             | 0.32              |
| гагаузы        | 1             | 0.06              |
| прочие         | 1             | 0.06              |
| Всего          | 1569          | 100%              |